# Красноглазый тауи
Красноглазый тауи (лат. Pipilo erythrophthalmus) — вид певчих воробьиных птиц из семейства Passerellidae.

## Описание
Красноглазый тауи длиной 23 см. Боковые стороны красно-коричневого цвета, брюхо белое, длинный тёмный хвост с белыми краями. Цвет глаз в общем красный, только у юго-восточной популяции он белый. Окраска головы, верхней части тела и хвоста у самца чёрного, у самки — коричневого цвета.

## Распространение
Красноглазый тауи живёт в открытых полях, чащах, на опушках кустарника и леса с юга Канады через США до Мексики. Северные популяции проводят зиму на юге Северной Америки.

## Питание
Птица ворошит листья на земле в поисках насекомых, пауков и плодов.

## Размножение
Самка в одиночку строит чашеобразное гнездо из веток и травы на земле или между нижними ветвями куста. В кладке от 2 до 6 яиц, высиживание которой длится примерно 2 недели. Птенцов выкармливают обе родительские птицы 2 недели. Молодые птицы остаются с родителями вплоть до конца лета.